# Westelijke satrapen
De westelijke satrapen of westelijke Kshatrapa's waren verschillende dynastieën van oorspronkelijk Indo-Scytische (Saka) koningen die over delen van het noordwesten van Zuid-Azië heersten tussen de 1e en 5e eeuw. Het gebied dat door deze koningen bestuurd werd besloeg Malwa, Saurashtra, het zuiden van de Sindh, Rajputana (Rajasthan) en delen van het tegenwoordige Maharashtra. Ze worden westelijke satrapen genoemd ter onderscheid met de eveneens Indo-Scythische noordelijke satrapen, die het gebied rondom de stad Mathura (ten zuiden van Delhi, in het huidige Uttar Pradesh) bestuurden.
De westelijke satrapen waren tijdgenoten van het Kushanarijk in het noorden van het Indisch Subcontinent en het Satavahanarijk in centraal India. Mogelijk waren ze, net als de noordelijke satrapen, vazallen van de Kushana's. Hun rijk werd uiteindelijk verslagen en geannexeerd door de Gupta's.

## Geschiedenis
In de 1e eeuw v.Chr. stichtten Indo-Scythische invallers een koninkrijk in het noordwesten van Zuid-Azië, dat het grootste deel van het huidige Pakistan en aangrenzende gebieden besloeg. Dit rijk lijkt uit elkaar te zijn gevallen rond het begin van de christelijke jaartelling. De invasies van de Indo-Parthen uit het westen en de Kushana's uit Centraal-Azië hebben mogelijk aan de neergang van het rijk bijgedragen. Lokaal bleven Indo-Scytische dynastieën echter aan de macht. Deze satrapen waren vaak ondergeschikt aan de Kushanakeizers.

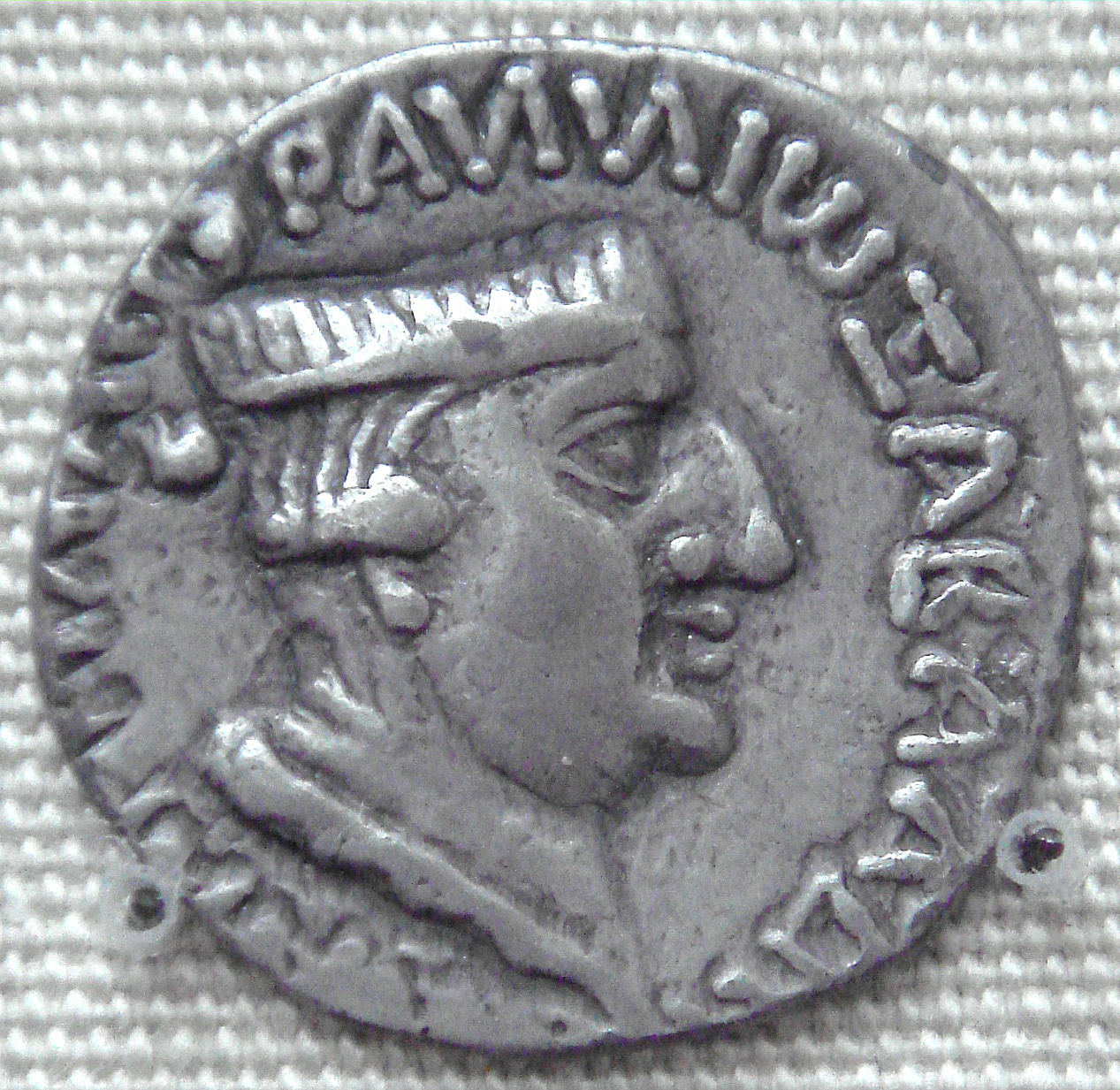
Zilveren munt van Nahapana, British Museum

De eerste heersers die tot de westelijke satrapen gerekend worden zijn de Kshaharatadynastie. Er is weinig over ze bekend behalve een aantal inscripties waarin hun namen genoemd worden. De oudste inscriptie (90 tot 6 v.Chr.) vermeldt een zekere koning Liaka Kusulaka. De eerste naam waarvan de historiciteit onomstotelijk vaststaat is Abhiraka, van wie munten gevonden zijn in het noorden van Pakistaans Punjab. Abhiraka werd opgevolgd door Bhumaka, die alleen de titel satraap droeg en zichzelf geen radja (koning) noemde. Bhumaka's zoon Nahapana wist een groot gebied te onderwerpen rondom Malwa, Rajputana en Saurashtra, onder andere door gebied op de Satavahana's te veroveren. Nahapana's munten bevatten zowel tekst in het Grieks als Prakrit en er staan boeddhistische symbolen op afgebeeld. Zijn rijk bevatte belangrijke handelscentra als Ujjain (Ozene) en Bharuch (Barygaza). Uit de laatste haven werden goederen naar het Romeinse Rijk geëxporteerd. Nahapana wordt geïdentificeerd met koning Nambanus uit de Romeinse Periplus. Zijn rijk wordt in deze bron Ariaca genoemd.
Nahapana werd halverwege de eerste eeuw uit het grootste deel van zijn gebied verdreven door de Satavahanakoning Gautamiputra Satakarni. Een nieuwe dynastie van westelijke satrapen werd gesticht door Chastana, die misschien in 78 n.Chr. aan de macht kwam in Ujjain. Dit jaar werd door zijn opvolgers in ieder geval gebruikt om hun jaartelling te laten beginnen. Hoewel Chastana zich radja en satraap liet noemen, zijn beelden van hem samen met de Kushanakeizers Kanishka en Vima Kadphises gevonden in Mathura, wat erop duidt dat hij een vazal van de Kushana's was. Het rijk van de westelijke satrapen wordt in de 2e eeuw opnieuw genoemd in een Romeinse bron, namelijk de Geographia van Claudius Ptolemaeus.

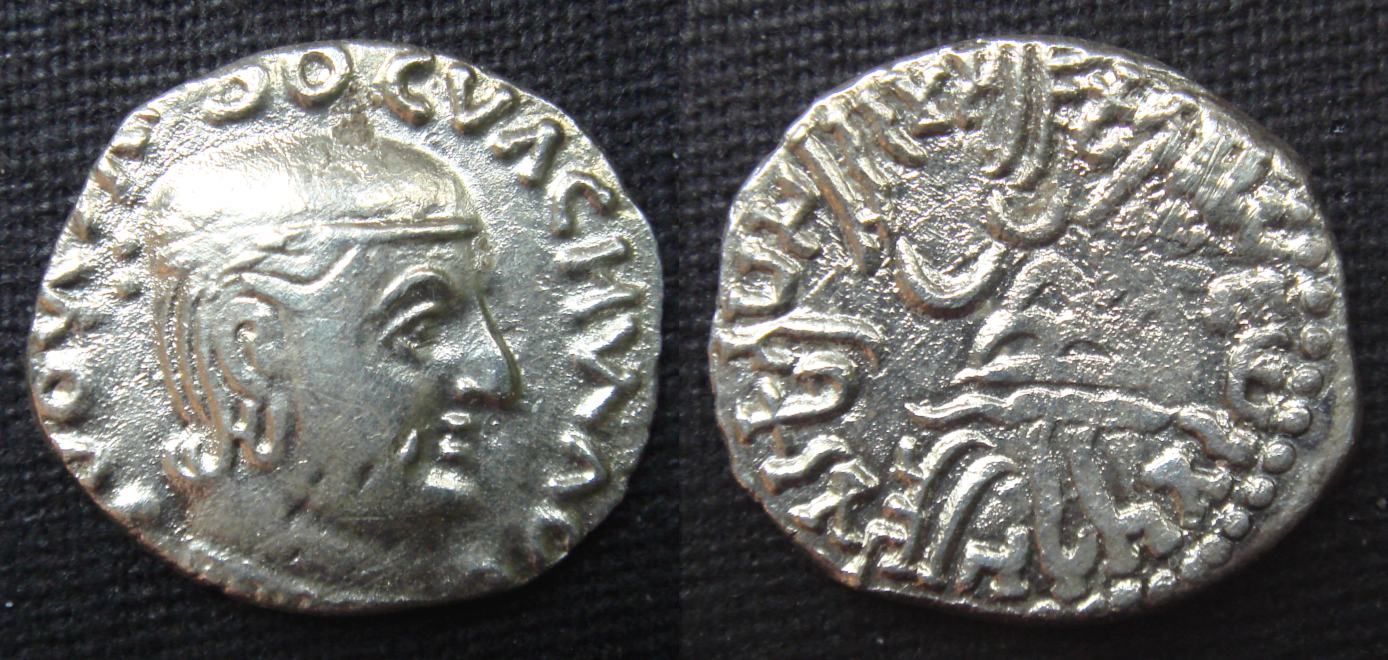
Zilveren munt van Rudradaman I

Chastana's kleinzoon, Rudradaman I, voerde met succes oorlog tegen de Satavahana's en wist een rijk te veroveren dat vrijwel dezelfde omvang had als dat van Nahapana. Hij dreef de Satavahanakoning Vashishtiputra Satakarni terug tot een klein gebied in de Deccan en liet zijn militaire overwinningen optekenen in een rotsinscriptie in Junagadh. Opmerkelijk daarbij is Rudradamans keuze voor Sanskriet als taal van de inscriptie. In die tijd gebruikten Zuid-Aziatische heersers gewoonlijk Prakrit voor hun inscripties en verordeningen. Sanskriet werd alleen gebruikt door de brahmanen, voor rituele doeleinden. Mogelijk probeerde Rudradaman op deze manier twijfels over zijn niet-inheemse komaf te voorkomen en de machtige brahmanen voor zich te winnen. Rudradamans patronage van het Sanskriet ging verder. Aan zijn hof bevond zich de Griekse schrijver Yavanesvara, die de astrologische tekst Yavanajataka in het Sanskriet vertaalde.
Rudradamans opvolgers regeerden het door hem veroverde gebied tot rond 400 n.Chr., toen het rijk van de westelijke satrapen werd veroverd door de Gupta's. Het was Guptakeizer Rama-Gupta die het rijk binnenviel, maar verslagen werd door de laatste westelijke satrapenheerser, Rudrasimha III. Volgens de Natya-darpana zou Rudrasimha daarop geëist hebben dat Rama-Gupta zijn koningin aan hem uitleverde. Om de Gupta's deze schande te besparen vermomde Chandra-Gupta II, de broer van Rama-Gupta, zich als de koningin om Rudrasimha III in deze vermomming te vermoorden en daarna zichzelf tot keizer te laten kronen.